# Францисканський монастир (Кременець)
Францисканський монастир — культова споруда у місті Кременці Тернопільської області, пам'ятка архітектури національного значення.

## Коротка історія

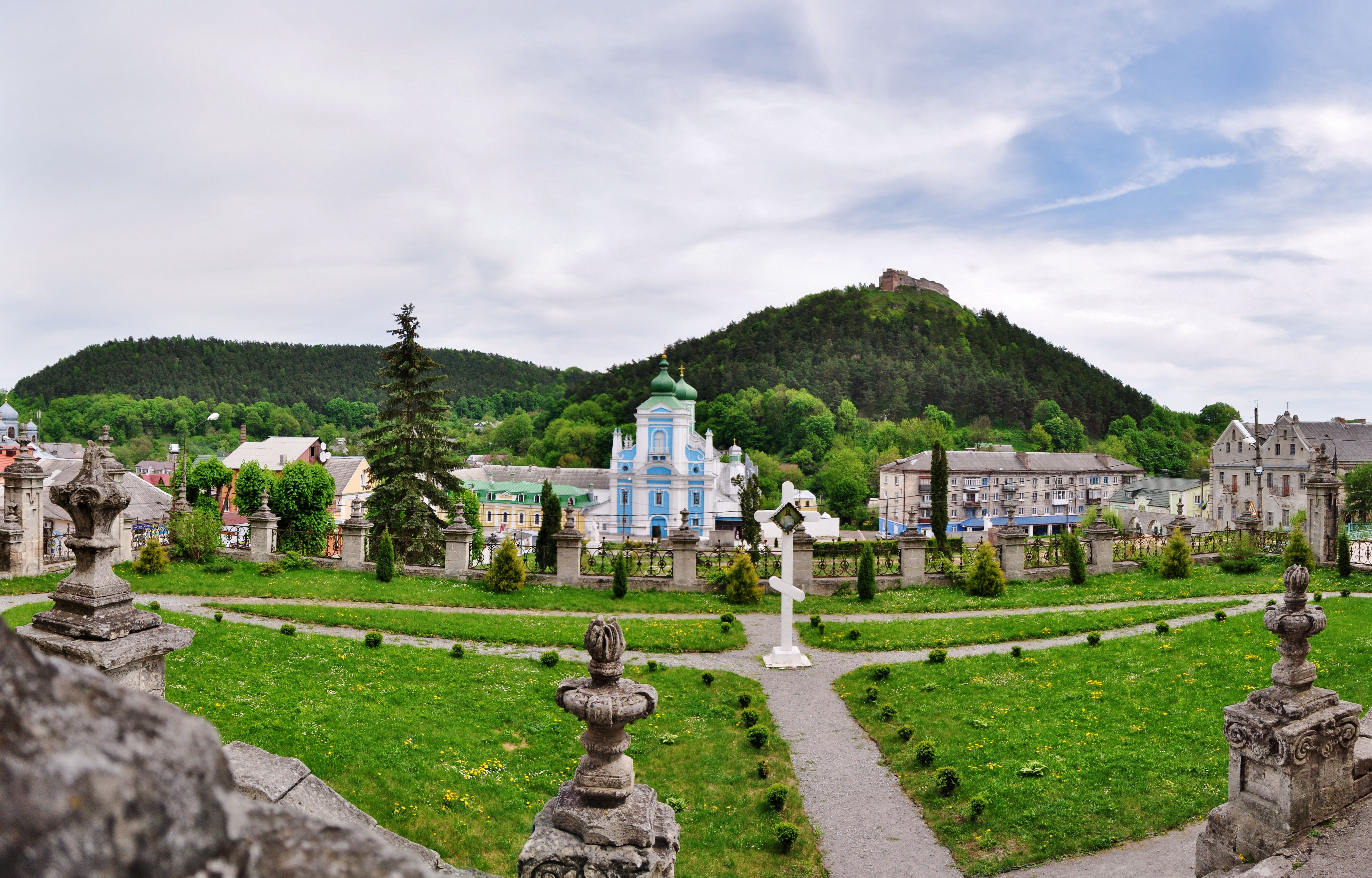
Вигляд з колегіуму

Заснований 1606 року луцьким біскупом (латинським єпископом) Марціном Шишковським при дерев'яному парафіяльному костелі Успіння Діви Марії, для якого записала фундуш в 1538 році королева Польщі Бона Сфорца.
У 1-й половині XVII ст. францисканці змурували новий костел і двоповерховий чернечий корпус.
У середині XVII ст. і на початку визвольної війни українського народу Францисканський монастир був розгромлений, згодом відновив діяльність.
Магнат Станіслав Потоцький (київський воєвода) надав значні кошти для костелу (XVIII ст.). У XVIII ст. збудували двоярусну барокову дзвіницю.
На початку XIX століття монастир володів селом Бонівка (нині Кременецького району), парафія охоплювала католиків м. Кременець і близько 40 навколишніх сіл.
1832 року після придушення польського повстання за указом царя Ніколая І Францисканський монастир закрили, його територію і споруди отримала Московська православна церква. Костел переосвятили на Миколаївський собор, який функціонує донині.

## Галерея

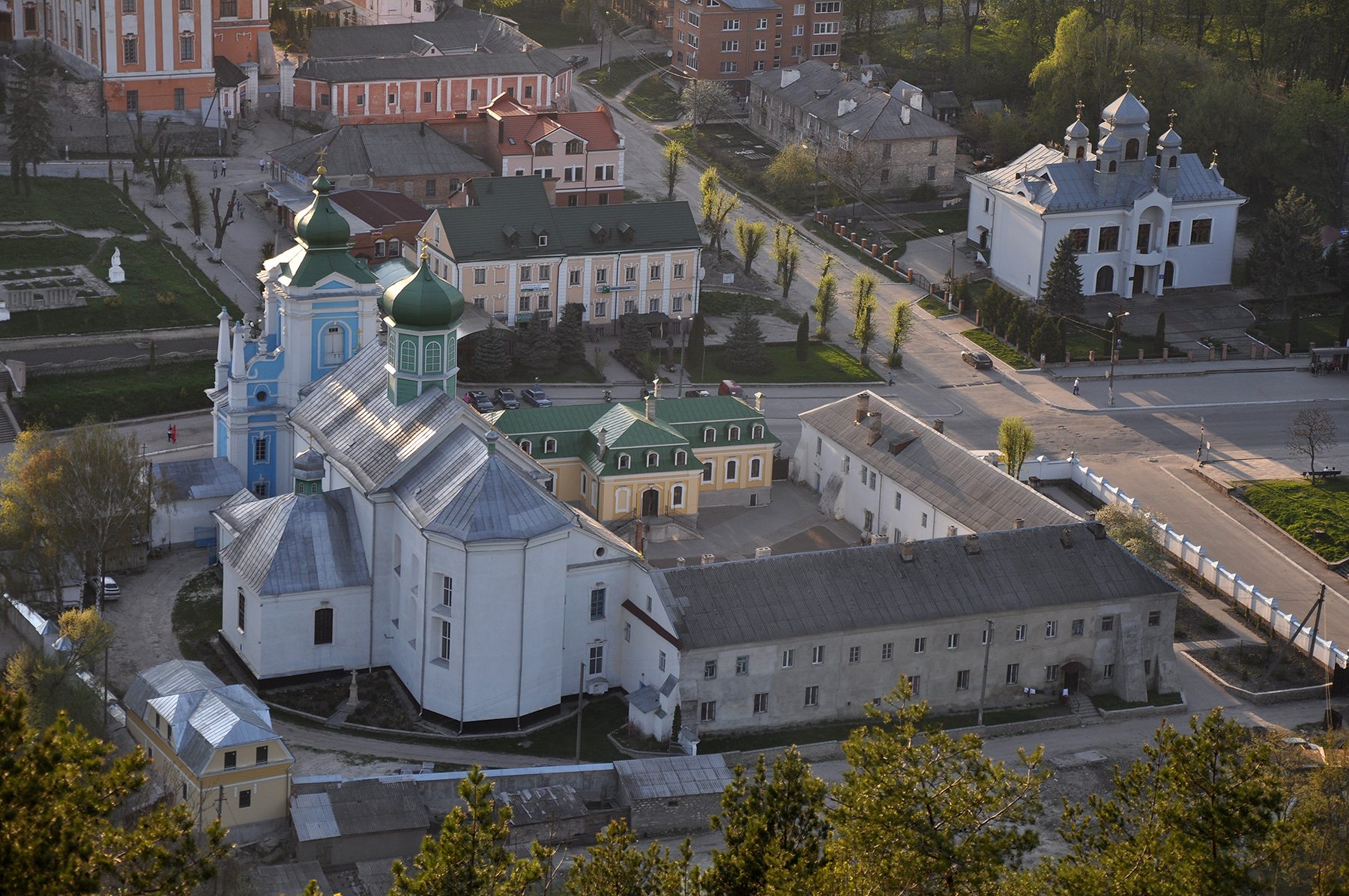
Вид на монастир з гори Бони
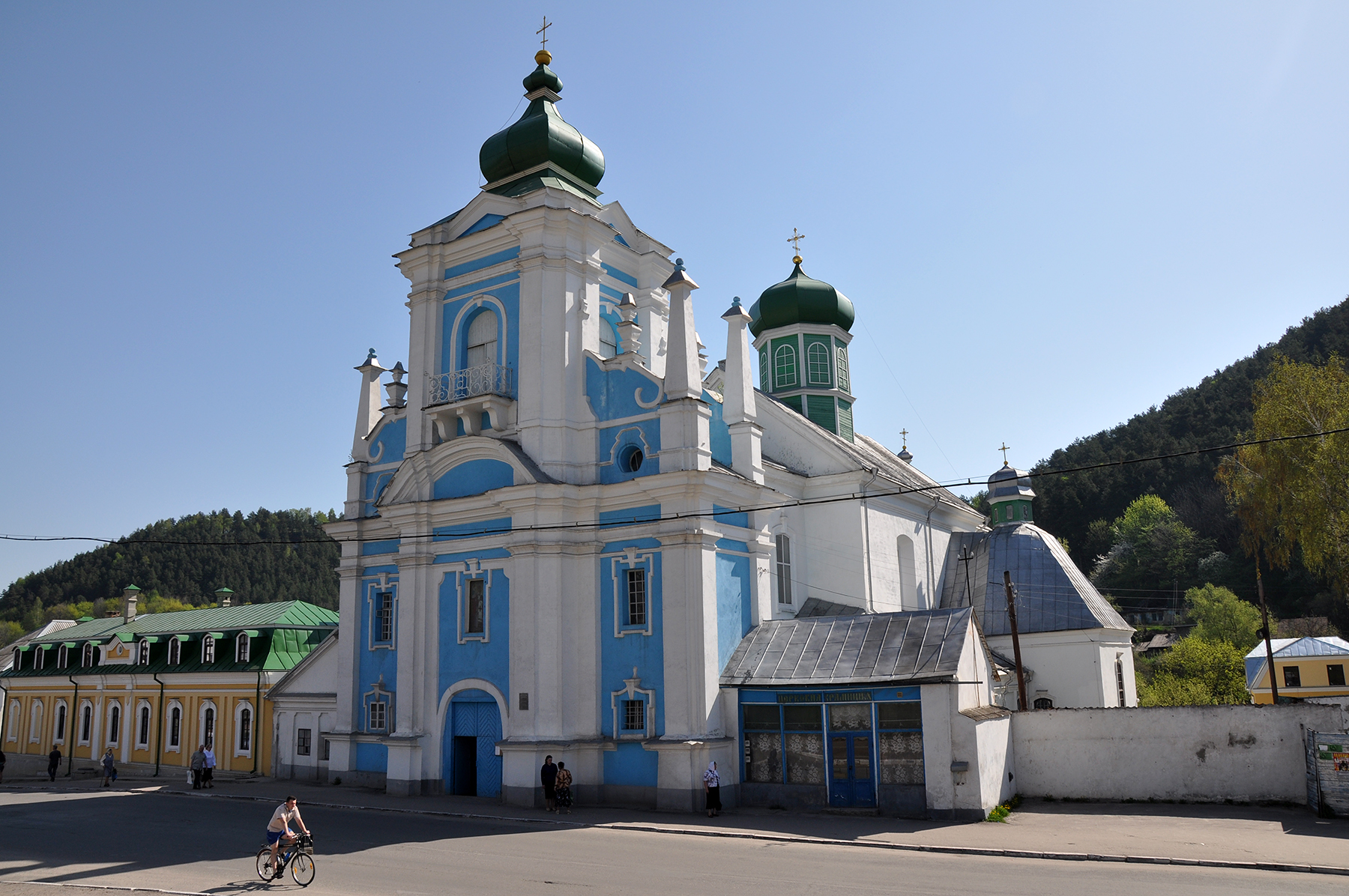
Миколаївський собор
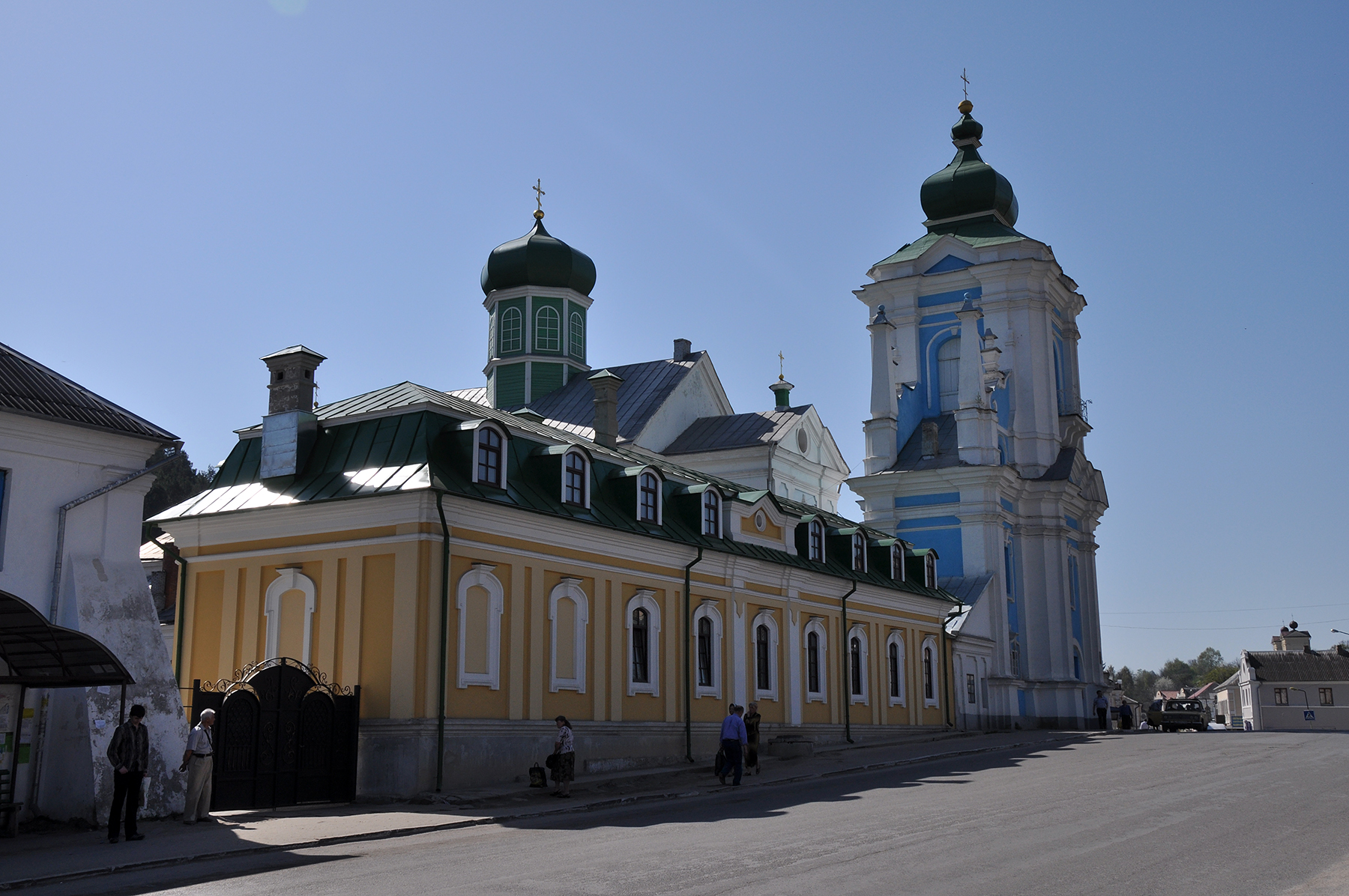
Монастирські будівлі